# José Miguel Luco
José Miguel Luco Avaria (1845-1921) fue un fray chileno.

## Biografía
Nació en Colchagua el 26 de julio de 1845. Se educó en el Convento de Santo Domingo. Profesó en 1864. Fue elegido prior del convento de Chillán en 1871. En 1885 asistió al capítulo general de Roma. Colaboró entonces, en francés, en la Revista Dominicana de Lovaina. En 1887 era vicario provincial de la orden. En 1895, el provincial de Santo Domingo fue nombrado miembro de la comisión preparatoria del Sínodo Diocesano.
Falleció en 1921.